# Sterling Airlines

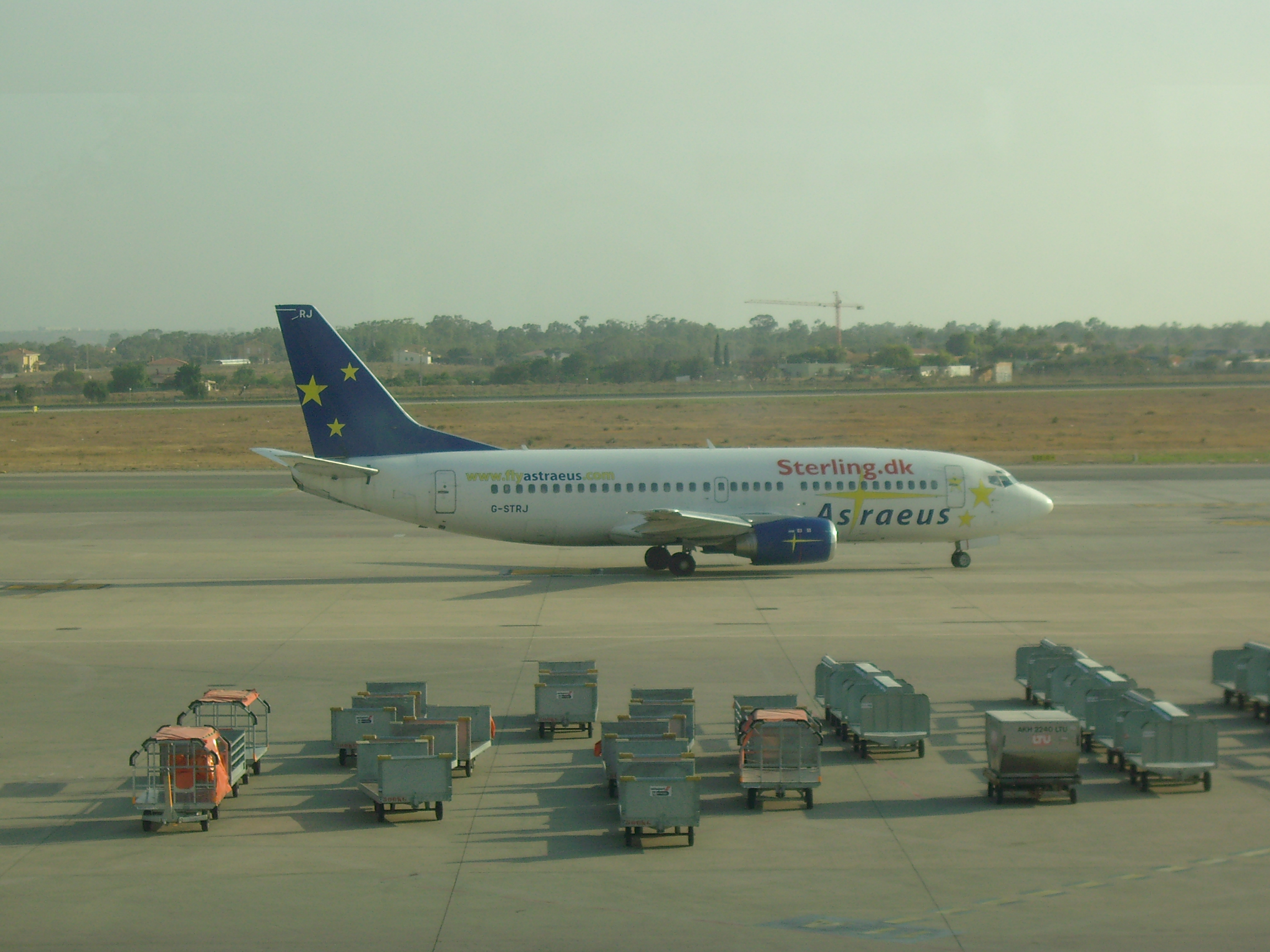
Sterling Airlines B737 operated by Astraeus

Sterling Airlines A/S (mã IATA = NB, mã ICAO = SNB) là hãng hàng không giá rẻ của Iceland có trụ sở ở Copenhagen (Đan Mạch). Sterling Airlines được hình thành vào tháng 9 năm 2005 do sự hợp nhất 2 hãng hàng không của Đan Mạch - Sterling European Airlines A/S và Maersk Air A/S - đều do tập đoàn đầu tư Fons Eignarhaldsfelag của Iceland mua vài tháng trước đó. Sau khi hợp nhất một tháng, Sterling Airlines được bán cho Tập đoàn FL. Tháng 12 năm 2006, Sterling Airlines lại được bán cho Nordic Travel Holding. Căn cứ chính của hãng ở Sân bay Copenhagen, và các căn cứ khác ở Sân bay Stockholm-Arlanda, Sân bay Oslo, Gardemoen, Sân bay Billund, Sân bay Gothenburg-Landvetter và Sân bay Malmö.

## Lịch sử
- Năm 1962 mục sư Eilif Krogager và Jørgen Størling lập hãng hàng không thuê bao Sterling Airways. Lúc đầu hãng mua 2 máy bay cánh quạt loại Douglas DC-6B của Swissair và bay thuê bao tuyến đường Scandinavia - Địa Trung Hải. Chuyến bay đầu tiên tới Las Palmas (Tây Ban Nha).
- Năm 1965 hãng mua các máy bay phản lực đầu tiên, loại Caravelle. Do đó Sterling Airways là hãng hàng không thuê bao có đội máy bay hiện đại lớn nhất thế giới.
- Năm 1968, Sterling Airways được mua khỏi Hãng du lịch Tjæreborg và trở thành công ty độc lập.
- Năm 1987, công ty mừng kỷ niệm sinh nhật thứ 25. Năm này công ty có 19 máy bay và 1.300 nhân viên.
- Năm 1993, công ty bị phá sản.
- Năm 1994, tái lập công ty dưới tên Sterling European Airlines với 3 máy bay và 182 nhân viên.
- Năm 1996, công ty tàu thủy Fred. Olsen của Na Uy mua Sterling European Airlines
- Năm 2000, hãng có tuyến bay thường xuyên tới Málaga và Alicante (Tây Ban Nha) thay cho các chuyến thuê bao du lịch.
- Năm 2001, hãng tách khỏi ngành hàng không thuê bao du lịch và trở thành hãng hàng không giá hạ với nhiều tuyến đường ở châu Âu.
- Năm 2002, hãng mở thêm 21 tuyến đường mới giữa vùng Scandinavia tới Nam Âu và Copenhagen - Oslo - Stockholm.
- Năm 2003, hãng tăng cường đội máy bay từ 6 lên 8 chiếc và mở thêm 11 tuyến đường tới Nam Âu. Số hành khách đạt tới 1,3 triệu, tăng 40% so với năm 2002.
- Năm 2004, hãng có đội máy bay 12 cái.
- Tháng 3 năm 2005, công ty Fred.Olsen bán Sterling Airlines cho công ty đầu tư Fons Eignarhaldsfelag của Iceland, chủ của hãng hàng không nhỏ Iceland Express. Tháng 6 năm 2005 Fons Eignarhaldsfelag mua công ty Maersk Air của Tập đoàn A.P.Moller-Maersk. Tới tháng 9 năm 2005 thì Sterling Airlines và Maersk Air hợp nhất thành Sterling Airlines A/S, hãng hàng không giá hạ lớn thứ tư châu Âu. Chỉ một tháng sau, Fons Eignarhaldsfelag lại bán hãng này cho Tập đoàn FL (trụ sở ở Reykjavík, Iceland).
- 27 tháng 12 năm 2006, Tập đoàn FL bán hãng này cho Nordic Travel Holding, công ty cổ phần do 3 công ty FL, Eignarhaldsfelag và Sons làm chủ.
- 13 tháng 4 năm 2007, hãng LD Equity 2 mua Ban bảo trì máy bay của Sterling và lập ra Essential Aircraft Maintenance Services A/S.

## Đội máy bay

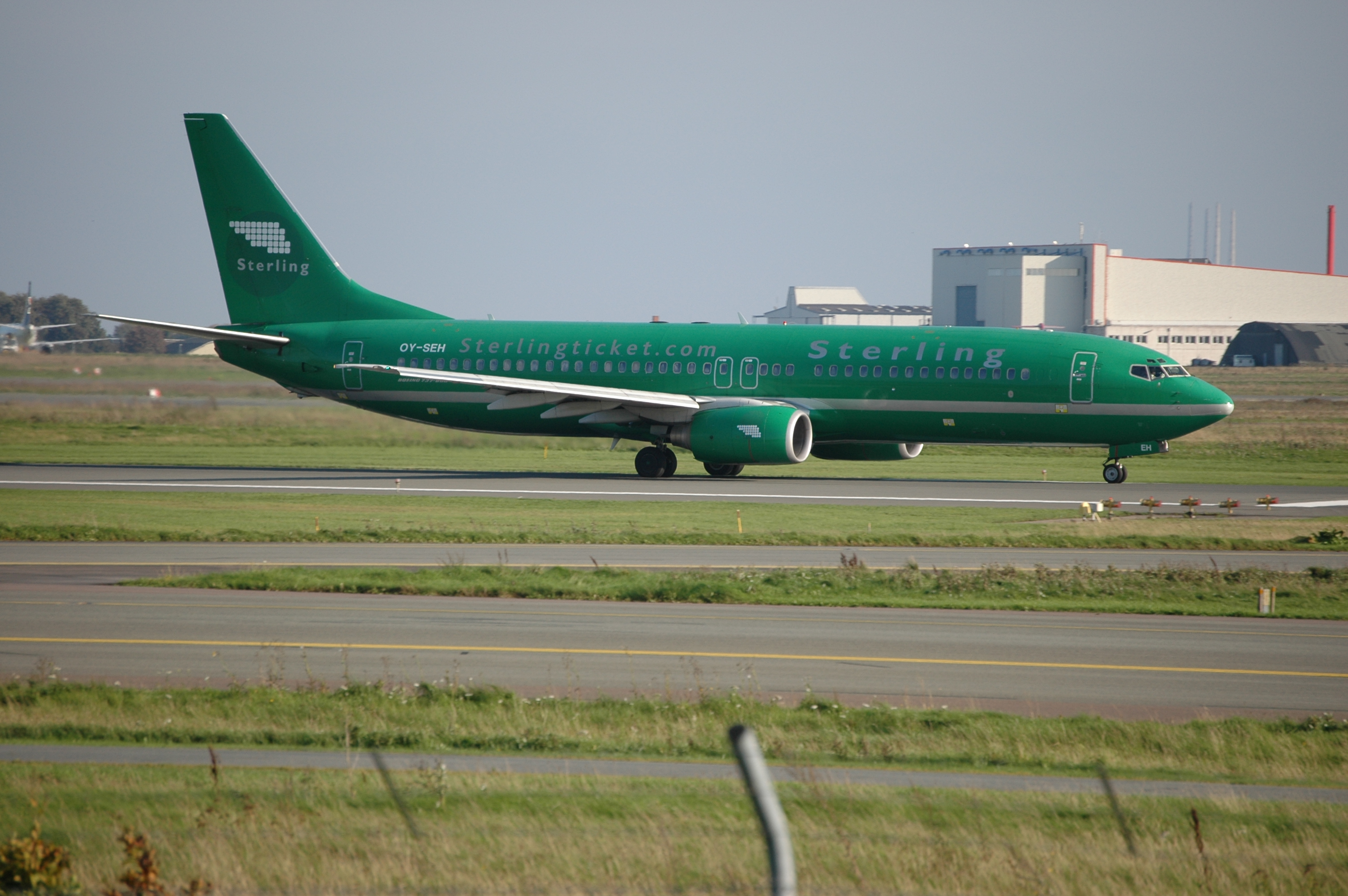
Máy bay Boeing 737 của Sterling Airlines

(Tháng 5/2008):

## Các nơi đến
- Áo
  - Salzburg
- Bỉ
  - Brussel
- Bulgaria
  - Burgas
  - Varna
- Croatia
  - Split
- Cộng hòa Séc
  - Praha
- Đan Mạch
  - Copenhagen
  - Billund
  - Aalborg
- Pháp
  - Paris
  - Biarritz
  - Chambéry
  - Montpellier
  - Nice
- Đức
  - Berlin
  - Dortmund
- Hy Lạp
  - Athena
  - Chania
- Hungary
  - Budapest
- Ý
  - Bologna
  - Firenze
  - Milano
  - Napoli
  - Roma
  - Venezia
- Na Uy
  - Oslo
  - Bergen
- Ba Lan
  - Kraków
- Bồ Đào Nha
  - Faro
  - Funchal
- Tây Ban Nha
  - Barcelona
  - Alicante
  - Ma1laga
  - Las Palmas
  - Palma de Mallorca
  - Tenerife
  - Valencia
- Thụy Điển
  - Stockholm
  - Malmö
  - Göteborg
- Thụy Sĩ
  - Genève
- Anh
  - London
  - East Midlands
- Scotland
  - Edinburgh